# 파머스턴노스
파머스턴 노스(영어: Palmerston North, 마오리어: Te Papa-i-oea)는 뉴질랜드 북섬 마너와투 왕거누이 지방에 있는 중심 도시이다. 수도 웰링턴에서 약 200 km 북쪽에 위치한 학생의 거리이기도 하다. 마나와투 왕가누이 지방의 중심 도시이다. 뉴질랜드에서 11번째로 큰 면적으로, 인구 상으로는 7 번째의 순위를 가진다. 인구의 대부분은 매시 대학, UCOL 혹은 인터내셔널 퍼시픽 대학의 학생이 큰 비율을 차지하고 있다.
시내에는 파머스턴노스 공항이 있다.

## 개요
원래 이름은 19세기 중반 영국 총리 파머스턴 자작 헨리 존 템플과 관련되어 있으며, 그의 이름을 따서 명명되었다. 그러나 1971년, 파머스턴이라는 지명이 이미 남섬에 존재했기 때문에 구별을 위해 노스(North)가 추가되었다. 마오리어는 ‘파무타나’(Pamutana)라고 하는데, 파무타나는 ‘파파이오에아’(Papaioea)이라고도 부른다. 이것은 “정말 아름답다!”라는 의미이다.

## 교육

### 대학교
파머스턴 노스는 교육의 도시로 잘 알려져 있지만, 반대로 레저시설은 빈약하다. 학생 출입이 많은 도시인만큼 경찰의 순찰도 꾸준하다. 파머스턴은 광장에서 똑바로 Fitzherbert Avenue를 걸어 언덕으로 매시 대학(Massey)이 있고, 반대 방향으로 인터내셔널 퍼시픽 대학(International Pacific College) (IPC)가있다. IPC 학생이 매시 대학교로 전학하는 경우도 있다. 전학 많은 학생들은 매시 대학의 랭귀지 센터에서 시작, ILS를 받고 대학 측이 정한 합격선을 통과하면 입학이 되는 형태가 된다. 교외 마누와투 폴리테크닉이라는 전문대학교가 있었지만, UCOL로 명칭을 변경하고 시설도 도시 중심부로 이전했다. 폴리텍의 오래된 시설은 매시 대학 컬리지 오브 에듀케이션이 되었다.
대학교 과정(Tertiary Education Institutions)은 다음과 같은 것들이 있다.
- 매시대학교 (Massey University)
- 매시대학교 교육대학 (Massey University College of Education)
- 유니버설 컬리지 오브 러닝 (Universal College of Learning)
- 인터내셔널 퍼시픽 컬러지 (International Pacific College)
- 테 와낭가 오 아오테아로아 (Te Wānanga o Aotearoa)

### 고등학교
고등학교(Secondary schools)로는 다음과 같은 것들이 있다.
- 아와타푸 컬리지 (Awatapu College)
- 프레이버그 하이 스쿨 (Freyberg High School, FHS)
- 세이트 피터스 컬리지 (St Peter's College)
- 파머스턴노스 남자고등학교 (Palmerston North Boys' High School, PNBHS)
- 파머스턴노스 여자고등학교 (Palmerston North Girls High School, PNGHS)

특히 파머스턴노스 남자 고등학교는 학문, 스포츠, 음악과 아주 경쟁적인 비율을 중시하는 기숙사 학교이기도 하다. 파머스턴노스 자체에서 취업은 쉽지 않으며, 졸업한 많은 학생들이 이곳에서 취업하는 경우는 많지 않다.

## 인구
| 연도  | 인구   | ±% p.a. |
| ----- | ------ | ------- |
| 1996  | 76,000 | —       |
| 2001  | 75,900 | −0.03%  |
| 2006  | 77,727 | +0.48%  |
| 2013  | 80,079 | +0.43%  |
| 2018  | 84,639 | +1.11%  |
| 출처: |        |         |

## 지리
마나와투 지역을 흐르는 마나와투 강이 있다. 마나와투 계곡이 이웃 마을의 우드 빌딩으로 가는 도중에 있다.

### 기후
| 파머스턴노스의 기후      | 파머스턴노스의 기후 | 파머스턴노스의 기후 | 파머스턴노스의 기후 | 파머스턴노스의 기후 | 파머스턴노스의 기후 | 파머스턴노스의 기후 | 파머스턴노스의 기후 | 파머스턴노스의 기후 | 파머스턴노스의 기후 | 파머스턴노스의 기후 | 파머스턴노스의 기후 | 파머스턴노스의 기후 | 파머스턴노스의 기후 |
| 월                       | 1월                 | 2월                 | 3월                 | 4월                 | 5월                 | 6월                 | 7월                 | 8월                 | 9월                 | 10월                | 11월                | 12월                | 연간                |
| ------------------------ | ------------------- | ------------------- | ------------------- | ------------------- | ------------------- | ------------------- | ------------------- | ------------------- | ------------------- | ------------------- | ------------------- | ------------------- | ------------------- |
| 일평균 최고 기온 °C (°F) | 22.4 (72.3)         | 22.9 (73.2)         | 21.1 (70.0)         | 18.4 (65.1)         | 15.3 (59.5)         | 13.1 (55.6)         | 12.5 (54.5)         | 13.3 (55.9)         | 14.9 (58.8)         | 16.7 (62.1)         | 18.5 (65.3)         | 20.7 (69.3)         | 17.5 (63.5)         |
| 일평균 최저 기온 °C (°F) | 13.4 (56.1)         | 13.5 (56.3)         | 12.1 (53.8)         | 9.8 (49.6)          | 7.4 (45.3)          | 5.4 (41.7)          | 4.7 (40.5)          | 5.4 (41.7)          | 7.2 (45.0)          | 8.7 (47.7)          | 10.2 (50.4)         | 12 (54)             | 9.1 (48.4)          |
| 평균 강수량 mm (인치)    | 65 (2.6)            | 62 (2.4)            | 74 (2.9)            | 76 (3.0)            | 94 (3.7)            | 87 (3.4)            | 94 (3.7)            | 82 (3.2)            | 83 (3.3)            | 90 (3.5)            | 78 (3.1)            | 83 (3.3)            | 966 (38.0)          |
| 출처: NIWA Climate Data  |                     |                     |                     |                     |                     |                     |                     |                     |                     |                     |                     |                     |                     |

## 자매 도시
- 미국 미스올라 (몬태나주)
- 중국 구이양 시